# David Young Cameron

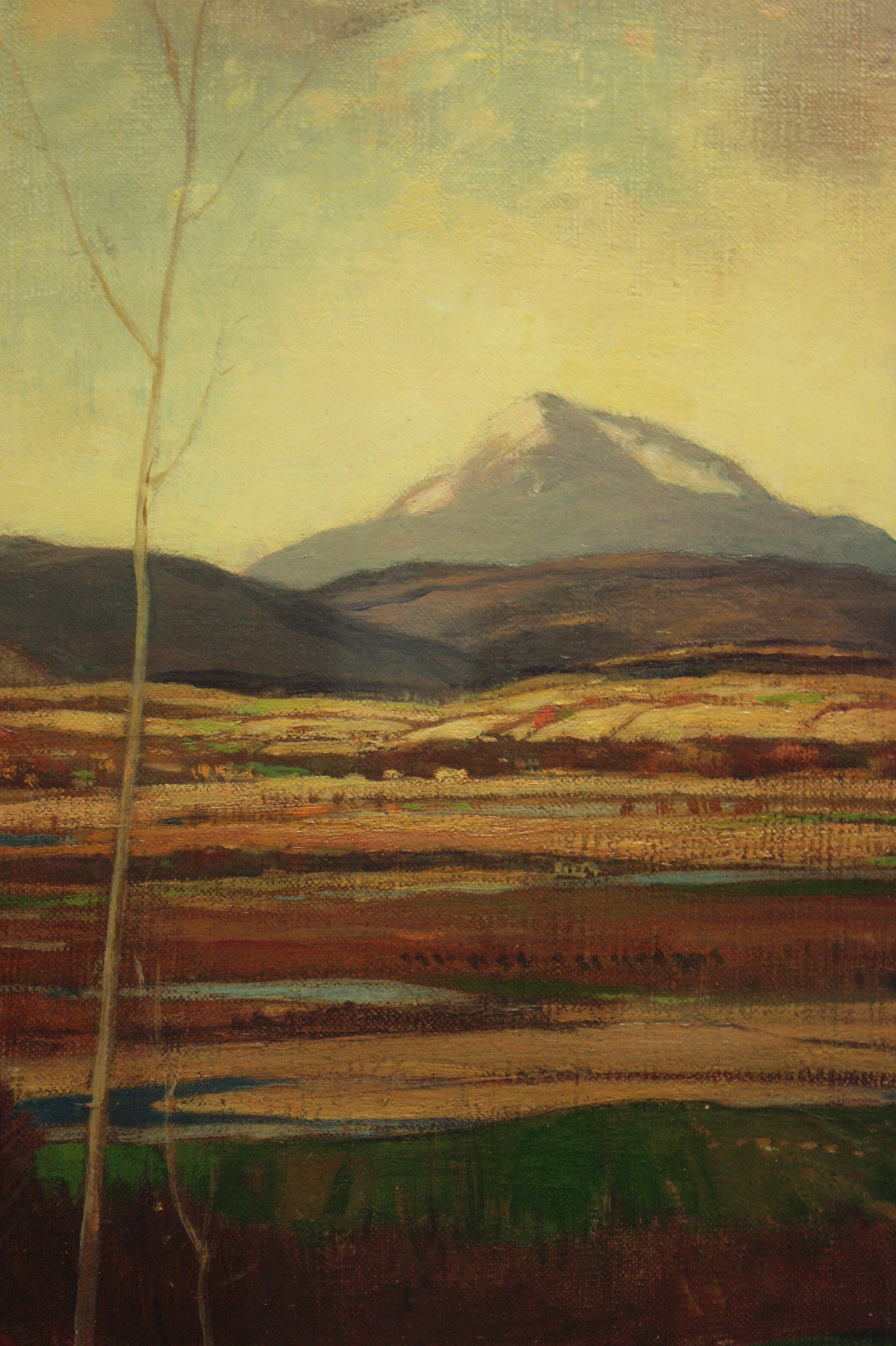
Ben Ledi by David Young Cameron

David Young Cameron (Glasgow, 28 giugno 1865 – Perth, 16 settembre 1945) è stato un pittore e incisore scozzese.

## Biografia
Nato a Glasgow, in Scozia, ricevette l'istruzione artistica alla Glasgow and Edinburgh Schools of Art durante gli anni ottanta: membro della Royal Society dal 1887 al 1892, pubblicò un grande numero di incisioni di paesaggi, tutte caratterizzate da un uso marcato del chiaroscuro e dell'ombra, tra cui le serie più note sono quelle dedicate ai Paesi Bassi orientali e all'Italia settentrionale. A queste scene, si aggiunsero successivamente paesaggi orientaleggianti e rilievi di oggetti e reperti provenienti dall'Egitto e dall'oriente, che lo affascinarono profondamente spingendolo a realizzare interi cicli di rilievi, poi raccolti in volumi di stampo antiquario.
A partire dal 1900, Cameron si dedicò anche alle incisioni a punta secca ed incluse tra i suoi soggetti favoriti gli interni delle chiese scozzesi, oltre ai paesaggi inglesi su cui si concentrò prevalentemente verso la fine della sua carriera. Morì a Perth, in Scozia, all'età di ottant'anni.

## Opere

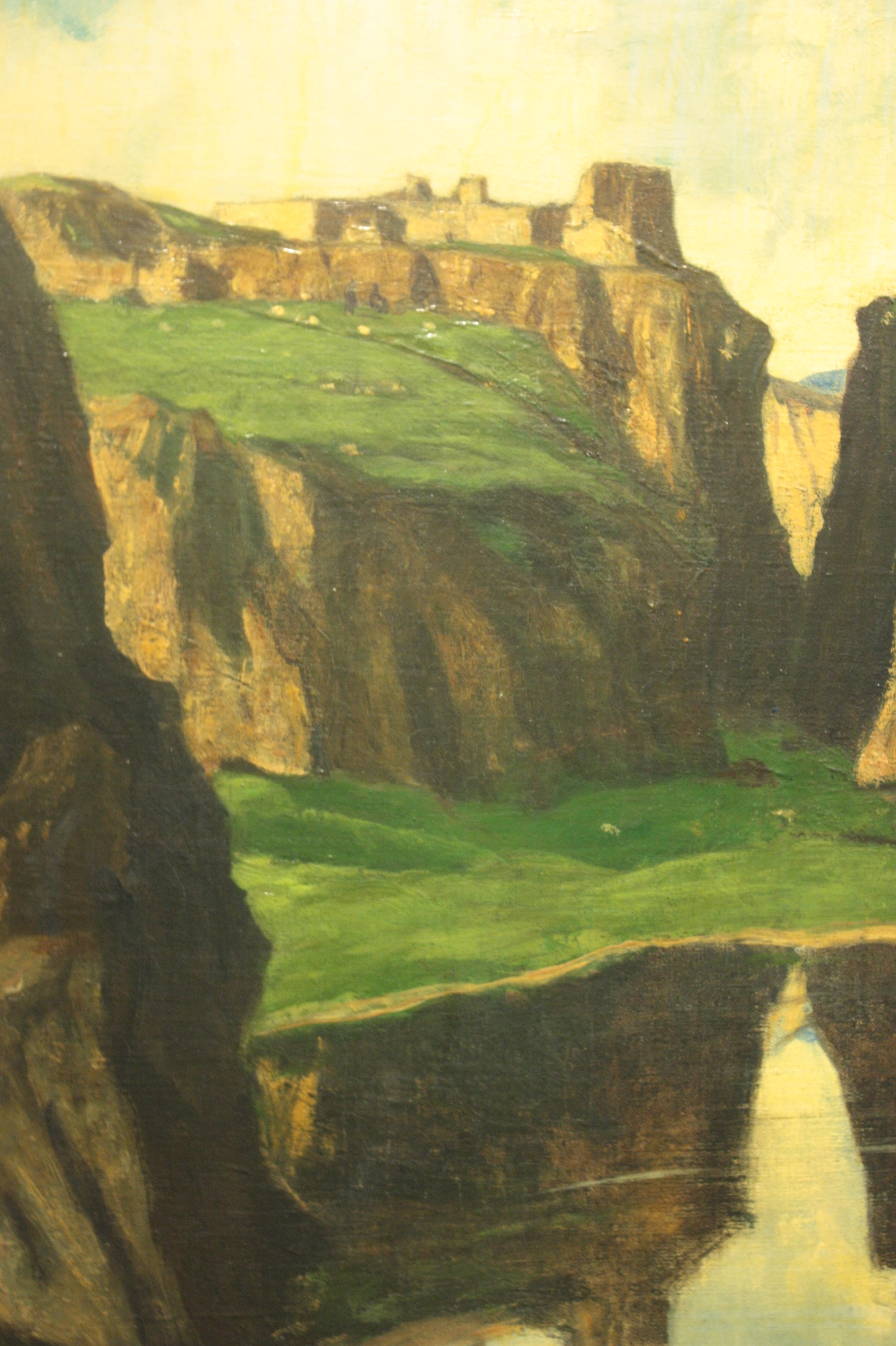
Rocks and Ruins by David Young Cameron, 1913

### Incisioni
- The Admiralty - 1889
- Perth Bridge - 1889
- The Old Revenge - 1889
- The Clyde at Symington - 1889
- Thames Barge - 1890
- White Horse Close, Edinburgh - 1891
- St. Enoch's Square - 1891
- Glasgow Scene - 1891
- The Broomielaw - 1892
- The Three Vagrants - 1892
- Pershire: Interior - 1893
- The Chapel and Founder's Tomb, Charterhouse - 1894-1910
- Upper Green, Charterhouse - 1894-1910
- Charterhouse Schools, Godalming - 1894
- T & R Annan & Sons - 1895
- Robert Louis Stevenson - 1895
- The Chapel and Founder's Tomb, Charterhouse - 1895
- Fancy Costume Ball - 1896
- Dryburgh - 1896
- Holyrood in 1745 - 1896
- Custom House - 1899
- The Horse Guards - 1899
- St, George's, Hanover Square - 1899
- The Admiralty - 1899
- The Rialto (Venice) - 1900
- Elcho on the Tay - 1900
- Angers Rue Des Filles Dieu - 1902
- On the Bradford - 1902
- Kingsgate, Winchester - 1902
- Ponte della Trinità - 1902
- Amboise - 1903
- Place Plumerau Tours - 1903
- Haddington - 1903
- A Norman Village - 1904
- Rue Saint Julien le Pauvre - 1904
- The North Porch, Harfleur - 1904
- John Knox's House - 1905
- The Workshop - 1905
- Old Saumur - 1905
- The Tweed at Coldstream - 1905
- Sycamore - 1905
- The Canongate Tollbooth - 1906
- St. Merri, Paris - 1906
- Damme - 1907
- The Belfry of Bruges - 1907
- Mar's Work, Stirling Castle - 1907
- Old La Roche - 1907
- Old St. Etienne - 1907
- Egyptian Mirror - 1909
- Turkish Fort - 1909
- The Towers of Charterhouse, Godalming - 1910
- The Chimera of Amiens - 1910
- The Mosque Doorway - 1910
- Yvon - 1911
- Dinnet Moor - 1912
- Ralia - 1912
- Aquamanile - 1913
- Ben Ledi - 1914
- Scottish Women's Hospital - 1914
- Souvenir d'Amsterdam - 1915
- St. Aignan, Chartres - 1916
- Maut - 1917
- The Lion and the Unicorn - 1921
- Thermae of Caracalla - 1923
- Stonehenge - 1928
- Loch Eil - 1929
- Craigmilar Castle. - 1931
- Gloucester - 1931
- Castle Moyle - 1932
- Tantallon - 1932

### Dipinti
- Ypres II - 1910-1914
- Stirling Castle - 1914 circa
- Rue du Bourg, Chartres - 1917
- A Dark Valley - 1917
- Kilchurn Castle, Loch
- The storr mountain gale over the Isle of Skye
- The Wilds of Rannoch